# Bâtiment de l'ancien observatoire de Marseille
Le bâtiment de l'ancien observatoire de Marseille ou maison de Sainte-Croix est un bâtiment conçu par Esprit-Joseph Brun et inscrit au titre des monuments historiques. Il est situé dans le quartier des Accoules, dans le 2e arrondissement de Marseille, en France.

## Histoire
Situé au 27, montée des Accoules, le bâtiment occupé par les Jésuites abrite à partir de 1702 l'observatoire de Marseille jusqu'à son transfert au palais Longchamp en 1863. 
Le bâtiment, qui abrite désormais l'école élémentaire du quartier, et le préau, font l'objet d'une inscription au titre des monuments historiques par arrêté du 21 avril 2017.